# Edipòdia
L'Edipòdia (en grec antic Οἰδιπόδεια) és un poema perdut del Cicle tebà que formava part del Cicle èpic (Επικὸς Κύκλος). El poema tenia uns 6.600 versos, i els antics consideraven que l'autor era Cinetó (Κιναίθων), un poeta poc conegut que probablement vivia a Esparta. Eusebi de Cesarea diu que va florir cap a l'any 764 aC o 763 aC. De l'obra en queden tres fragments curts i un testimoni.
L'obra explicava la història de l'Esfinx i Èdip i presentava una visió alternativa del mite. Segons Pausanias, Cinetó afirmava que el matrimoni entre Èdip i la seva pròpia mare, Jocasta no va tenir fills, i que els fills d'Èdip havien nascut de la seva esposa Eurigania (Εὐρυγανεία), filla de Meneceu. Això és tot el que se sap d'aquests personatges.
Plutarc, a Sobre els oracles de la Pítia, fa una referència a l'estil de Cinetó, quan diu que afegia "pompa i drames innecessaris als oracles".